# Eselsfahrt
Eselsfahrt war ein Hof in Solingen, Stadtteil Burg an der Wupper, südlich der heutigen Talsperrenstraße und nordöstlich von Höhrath. Sichtbare Reste sind nicht mehr vorhanden.

## Das Gut in Adelsbesitz
Die erste Nennung des Gutes findet sich im Jahre 1265 mit Eysilswarde. Die um Burg an der Wupper begüterten Herrn von Bodlenberg (Budelinberg) gehörten nicht nur zu den Vertrauten der Grafen von Berg, sondern auch zu den besonderen Förderern der Johanniter.
Gräfin Margareta von Berg und Adolf, ihr Erstgeborener, beurkunden, dass Ritter Engilbert von Bodlinberg mit Zustimmung seines Sohnes sein Gut in Höhrath (Hurderode) dem Johann daselbst übertragen; dem Johannis-Hospital in Burg, welches von diesem Gut 3 Solidi zu beziehen hatte, eine gleiche Rente auf ihre Güter zur Eselsfahrt angewiesen, von dem vorgenannten Johan aber für das Gut Höhrath das Gut in Winkelhausen (Unterwinkelhausen) (Winkelhusin) ertauscht habe. Zeugen sind die Ritter Adolf von Stammheim, Adolf von Bongarde, Theodoricus von Elnere und Wilhelm von Heldin. In einer zweiten Urkunde von 1266 wird das bestätigt.
Im Jahre 1363 besitzt Ritter Heinrich Schirp den Hof Eselsfahrt. 1446 scheint der Hof erstmals verpachtet worden zu sein, jedenfalls heißt es in den Akten zur Ablösung der Natural-Renten im Jahre 1850 laut Vertrag von 1446.

### Das Gut wird verpachtet
1513 erscheint im Heberegister der Kommende Herrenstrunden der Johanniter zu Burg an der Wupper:  Nultze hayt dem orden affgewonnen (gepachtet)  eynen Hoff und lant genant dey Eselsffahrt … und eyn stuckelgen bysch gelegen an dem Heydputze.
Das Heberegister von 1685 nennt Thönnes Herkenrath, der von einem Höffgen vier Taler 60 Albus an die Johanniter zur Burg zu zahlen hat. Ebenso haben die Gebrüder Kluckhen dort fünf Morgen gepachtet und zahlen vier Taler dafür. Weitere Pächter sind Ludwig Limburg und Hans Peter Kremer. Die Heberegister von 1686 und 1687 zeigen die gleichen Pächter, aber andere Pachtbeträge. Aus der Heitersheimer Zentrale des Ordens stammt eine Beschreibung von 1732. Die Eselsfahrt in der Freiheit Burg gelegen hält 40 Morgen 2 Viertel 22,5 Ruten.

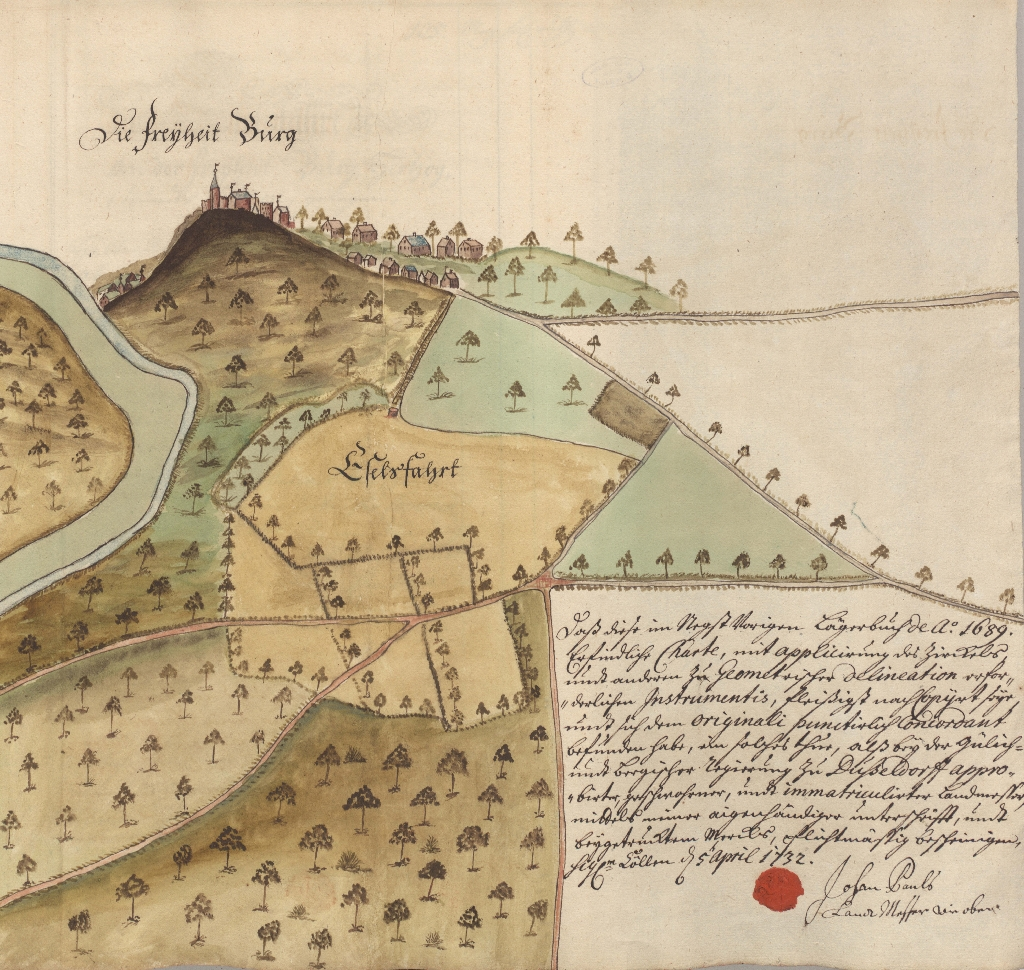
Die Güter der Eselsfahrt nach einer Vorlage von Landmesser Johann Pauls aus 1689

Die Eselsfahrter Gründe wurden 1748 durch den Herrenstrundener Verwalter Johan Jacob Müller an Witwe Jacob Schreiber, Johann Herkenrath und Godfried Nigelgen verpachtet.
Eine Beschreibung des Gutes von 1791 führt aus: Am großen Steeg ein Örtgen Busch, einerseits an Hasenclever von Ehringhausen, andererseits Lenarts Erben, im Vorhaupt die Wolfskammer, hat Hasenclever in Pacht. NB. Hieran schießt der Hammer, welcher auf Ordensgrund steht. Weil bei Ablauf der Pacht 1785 der Hasenclever bittet weiterhin zu pachten, um neben dem alten einen neuen Reckhammer zu erbauen, wird ihm dies erlaubt. Er erhält die Pacht für jährlich sechs Taler.
Der Burger Vikar Josef Schwippert pachtet am 12. August 1802 für zwölf Jahre eine Wiese bei der Ölmühle am Kupferhammer gelegen, von dem Malteserorden stammend. Offensichtlich haben Maltesergründe auch an der Unterburg gelegen, ob sie zur Eselsfahrt gehörten ist fraglich.
Im Jahre 1802 werden die Eselsfahrter Gründe verpachtet auf sechs Jahre durch Verwalter Hofmann zu Herrenstrunden auf Befehl Freiherrn von Zürhein, Commandeur des hohen Malteserordens an Jacob Schreiber, Anton John, Wilh. Schwippert.

### Pächter nach Herrenstrunden
Johann Fischer gibt im Jahre 1806 nichts von seinen zuvor in der Eselsfahrt in Pachtung gehabten Ländereien, die er vormals für 15 Taler in Pacht gehabt. Sie wurden ihm frei überlassen, dafür sollte er die Büsche der Kommende hüten. Allein der mit ihm abgeschlossene Kontrakt ist am 11. September 1806 erloschen, ebenso ist die Fischerei der Kommende im Sengbach erloschen, die der Förster genießt.
1806 sind die Eselsfahrter Gründe verpachtet an Jacob Schreiber, Peter Schreiber, Friedrich Wilhelm Herkenrath, Anton John, Friedrich Wilh. Schwippert. Sie zahlen zusammen 24 Taler 60 Albus Pacht. Das Land in der Eselsfahrt wird am 6. August 1808 verpachtet an Heinz Ningelchen, Rüttger Schwippert, Jacob Schneider, Peter Schreiber, Wilhelm Herkenrath, Heinz Josef Schwippert, Peter Hansen, Josef Dessei, Forstwärter Fischer, Jacob Wirtz und Adolf Müller durch die Rentei Solingen. Im Jahre 1813 haben gepachtet im Westhofsfeld (Eselsfahrt) Jac. Ningelchen, Christ. Langen, Pet. Eichholz, Dan. Jörgens, Erben Wilh. Jörgens, Jac. Forstmann. Josua Hasenclever, Ehringhausen bietet am 22. Juni 1818 an, einen mehrfachen Jahresertrag als Ablöse der Pacht zu zahlen.

### Die Eselsfahrt im Kataster

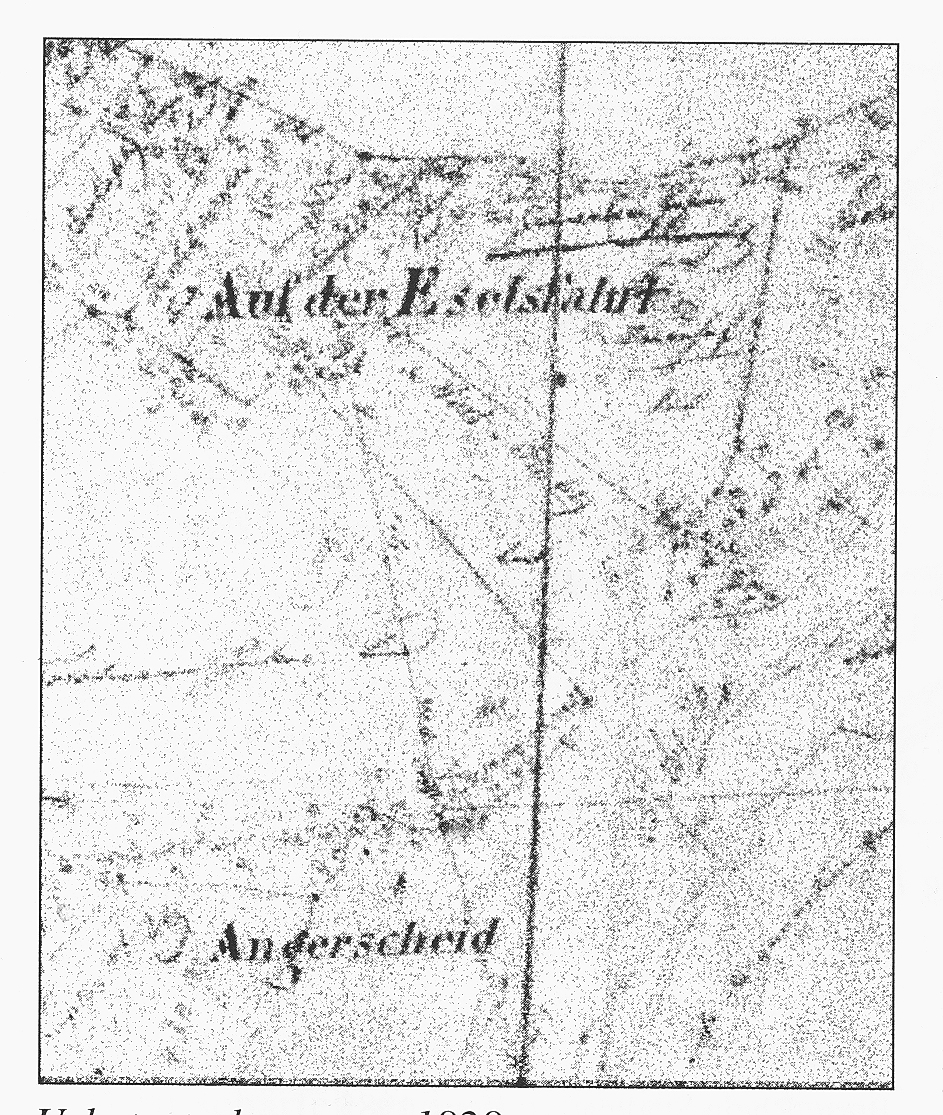
Das Gut im Urkataster 1828

In der Urkataster-Karte von 1828 heißt es nordöstlich von Höhrath „Auf der Eselsfahrt“ und weiter nordwestlich „Eselsfahrt“. Als Besitzer eingetragen sind u. a. Bernhard Hasenclever und der damalige Besitzer von Gut Niederwinkelhausen, Engelbert Nickel aus Benrath. Auch der schon 1513 genannte Heydputz ist auf Kartierungen ab 1732 eingezeichnet. Dieser Brunnen oder Teich findet sich auch noch in der Urkatasterkarte.
Die Witwe Bernhard Hasenclever, Dorothea Hermes, verkaufte 1834 mehrere zur Burg gehörende Immobilien, darunter mehrere Parzellen, die „Eselsfahrt“ genannt wurden.
Daniel Voss, zu Angerscheid wohnhaft, besaß im Jahre 1834 den Kataster-Artikel 310 der Mutterrolle von Burg. Die Größe des Gutes betrug 45 Morgen, darunter zwei Parzellen „Auf der Eselsfahrt“, acht Morgen 30 Ruten 30 Fuß groß.
Am 12. Februar 1834 verkaufte Daniel Voss vor Notar Peter Hamm in Wermelskirchen zwei Morgen Ackerland auf dem Westhoferfeld an Josef Weidenfels. Sie gehörten zum Kataster-Artikel 310 und lagen in der Flurabteilung „Eselsfahrt“. Auf dem Land lag eine Natural-Rente von jährlich zwei Scheffel Hafer zu Gunsten des Domänenfiskus. Weidenfels erklärte sich ausdrücklich zur Übernehme der Naturalrente bereit.

### Die Eselsfahrt bis heute
Daniel Voss, nun Josef Weidenfels, als Nachbesitzer der Erben Hasenclever, wird am 20. Juni 1839 aufgefordert, eine notarielle Anerkennungs-Urkunde über die Naturalrente ausstellen zu lassen oder die Abgabe durch Zahlung von 50 Taler 12 Albus 6 Heller abzulösen.
Daniel Voss zur Burg leiht 1841 von Amalie Henriette Platte von der Großen Ledder in Dabringhausen, Witwe des Phillip Heinrich Pastor in Aachen, 2200 Taler auf Haus in Flur 1 Parzelle 255, u. a. auch auf Ackerland in der Eselsfahrt Flur 1 Parzelle 246 und 247.
Am 30. März 1850 löst der damalige Eigentümer Franz Arnold Jäger, Gasthaus in den Straßen, die Naturalrente ab durch Zahlung von 33 Taler 5 Albus 8 Heller an die Domänenkasse. Domänenrat Hellinger übergibt am 23. April 1853 dem Franz Arnold Jäger die Ablöse-Urkunde, der dies durch seine Unterschrift bestätigt. Teile der Ländereien der Eselsfahrt wurden 1931 von der Familie Jäger an die damalige Stadt Burg verkauft. Der Name Eselsfahrt ist heute noch als Wanderweg genannt. In der Deutschen Grundkarte ist der Eintrag „An der Eselsfahrt“ auch erhalten, ebenso ein kleiner Weiher als Nachfolger des ehemaligen Heydpütz. Die eigentliche Quelle liegt heute unterhalb des großen Parkplatzes an der Oberburger Talsperrenstraße.

## Quelle
- Breidenbach,N.J., Neue „Alte Ansichten“ von Schloß Burg oder der Johanniter Hof Eselsfahrt an der Oberburg. In: Romerike Berge, 58. Jg., Heft 1, Essen 2008, ISSN 0485-4306

Koordinaten: 51° 7′ 41,9″ N, 7° 8′ 58,9″ O